# Testamento de Heilingenstadt

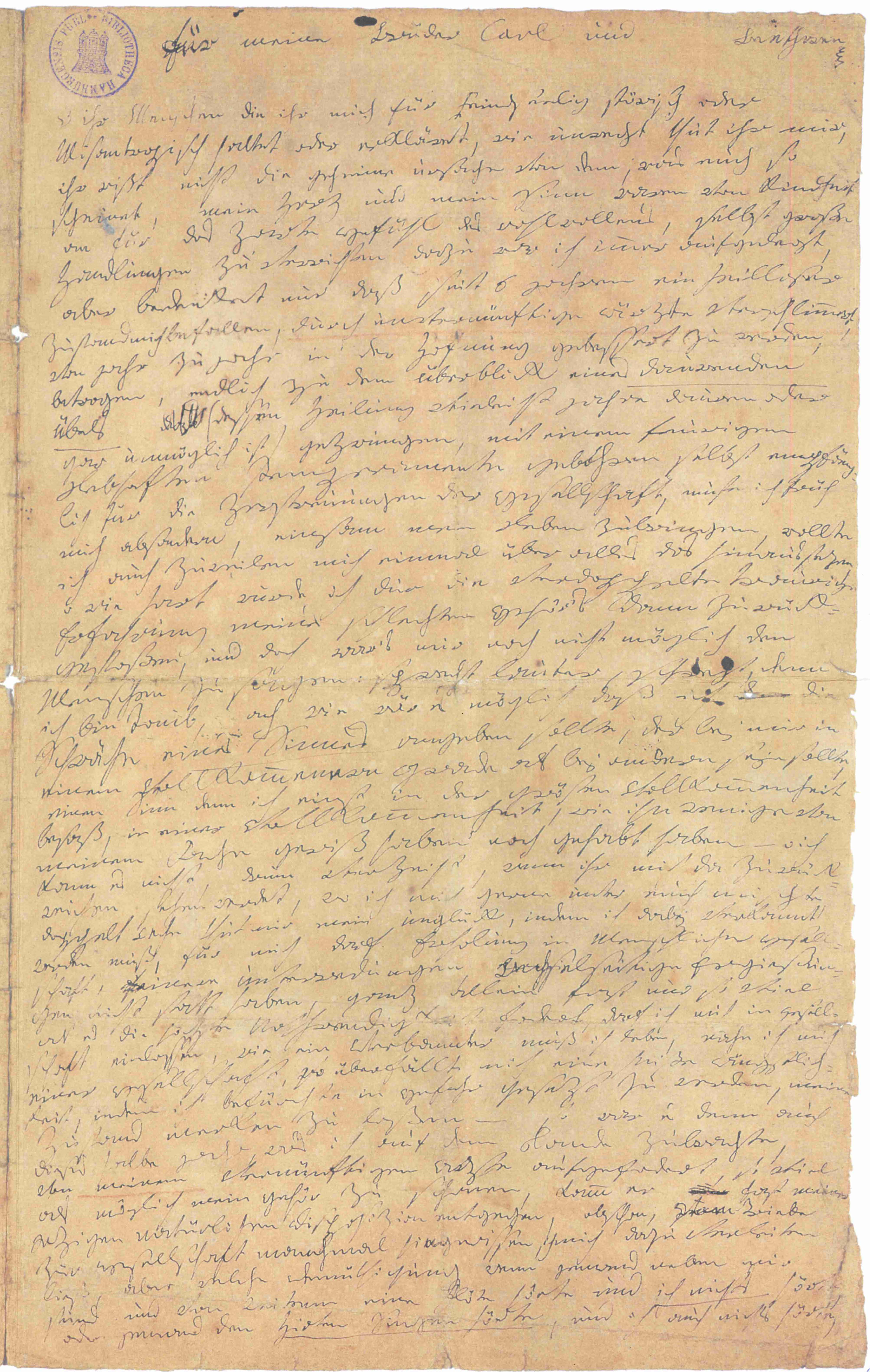
Um fac-símile do Testamento

O Testamento de Heilingenstadt é um documento escrito por Ludwig van Beethoven, datado de 1802.
Trata-se de uma carta manuscrita, originalmente destinada aos dois irmãos Caspar Anton Carl van Beethoven (1774-1815) e Nicolaus Johann van Beethoven (1776-1848), e que nunca lhes foi enviada – e que ficou guardada numa gaveta da sua secretária em Viena, encontrada só depois da sua morte – , onde reflete, desesperado, a tragédia da sua surdez. 
Beethoven encontrava-se, por recomendação médica, a descansar na pequena aldeia de Heilingenstadt, perto de Viena, e aí teve uma profunda crise depressiva, cogitando seriamente o suicídio. Era um pensamento forte e recorrente. O que o fez mudar de ideias? “Foi a arte, e apenas ela, que me reteve. Ah, parecia-me impossível deixar o mundo antes de ter dado tudo o que ainda germinava em mim!”, escreveu na carta. A sinfonia nº 3, «Eroica» – a sua primeira obra monumental – aparece depois da crise fundamental de Heilingenstadt. Se Beethoven se tivesse suicidado não teríamos essa fabulosa obra-prima, nem muitas outras.